# Aloisea Inyumba
Aloisea Inyumba, née le 28 décembre 1964, morte le 6 décembre 2012, est une femme politique rwandaise, qui a été notamment ministre de l'égalité des sexes et de la promotion de la famille, et secrétaire exécutive de la Commission nationale pour l’unité et la réconciliation.

## Biographie
Aloisea Inyumba est née le 28 décembre 1964, en Ouganda, de parents rwandais. Elle est née dans le sillage des soubresauts de l'accès à l'indépendance en 1959, qui a vu un régime monarchique disparaître, et une république se mettre en place, dominée par la majorité Hutu, avec la persécution de la minorité Tutsi. 
Alors que ses parents sont encore au Rwanda, et avant qu'elle naisse, son père est tué lors d'un massacre de Tutsi. Sa mère échappe au massacre avec ses cinq frères et sœurs, et la famille fuit en sécurité en Ouganda. Elle passe son enfance en Ouganda, poursuivant ses études à l'Université Makerere, à Kampala, dans les domaines de l'action sociale et de l'administration sociale. Aloisea Inyumba se marie à Richard Masozera, rencontré pendant ses études, qui deviendra ultérieurement un militaire, accèdera au grade de colonel, puis sera nommé Directeur Général de l'office rwandais de l'Aviation civile. Ils  ont commencé à sortir ensemble quand ils étaient tous deux étudiants à l'Université Makerere à Kampala. Le couple a eu deux enfants, une fille et un garçon.
En 1985, elle rencontre pour la première fois Paul Kagame, un autre réfugié rwandais qui sert alors dans l'armée rebelle de Yoweri Museveni.  Un an plus tard, le président Museveni prend le contrôle de l'Ouganda, et encourage Paul Kagame et Fred Rwigyema à servir dans les rangs de son armée nationale. Mais la présence de ces militaires d'origine rwandaise fait réagir certains ougandais, et le but ultime de Paul Kagame et Fred Rwigyema n'est pas de faire carrière dans le pays voisin, mais de pouvoir revenir dans leur propre pays, et d'y permettre le retour des réfugiés rwandais. Ils fondent le Front Patriotique Rwandais. Aloisea Inyumba rejoint ce mouvement. Ses talents de persuasion y sont utilisés pour encourager les ralliements : « De sa douce voix certains disent qu’elle pouvait persuader les plus récalcitrants. ». Elle y devient commissaire aux finances et organise des campagnes de collecte de fonds.
Après la victoire militaire du FPR en juillet 1994, Aloisea Inyumba est nommée dans le nouveau gouvernement de transition. Ce gouvernement est dirigé par le Président Pasteur Bizimungu, mais le pays est de facto dirigé par Paul Kagame. Elle est nommée au poste de Ministre de l'égalité des sexes et la promotion de la famille, et lance un programme concerté pour impliquer les femmes dans la reconstruction du Rwanda et pour l'adoption des orphelins à la suite de la guerre civile et du génocide. Les problèmes sociaux sont d'une ampleur sans précédent. Un rapport de 1997 de l'Unicef estime que 250 000 femmes et filles avaient été violées et infectées par le VIH. Plus de 100 000 enfants sont séparés de leur famille, orphelins, ou perdus. Pour elle, la clé de la reconstruction et de la paix est d'impliquer les femmes dans le développement communautaire de base. Elle fonde un mouvement national des femmes, avec des implantations locales. La représentation des femmes au sein des assemblées parlementaires est également monté à un des taux les plus élevés au monde.
Elle devient ensuite secrétaire exécutive de la Commission de l'Unité nationale et de la Réconciliation, puis sénatrice, et, pendant un certain temps, gouverneur d'une province, Kigali Ngali. En 2011, elle est de nouveau nommée ministre de l'égalité des sexes et de la promotion de la famille, un rôle qu'elle occupe jusqu'à sa mort en 2012.
Elle meurt le 6 décembre 2012 à son domicile à Kigali. Elle souffrait d'un cancer de la gorge, et s'était récemment réinstallée à son domicile après un traitement en Allemagne. Son éloge est prononcé par le président de la république, Paul Kagame.